# Costocondrita
Costocondrita (condrita sternocostală, condrita costală) este o inflamație benignă a unui sau mai multor cartilaje costale, caracterizată prin durere locală la palpare și durere anterioară a peretelui toracic care poate iradia, însă fără tumefiere locală care este caracteristică pentru sindromul Tietze. Costocondrita afectează de obicei articulațiile costocondrale doi, trei, patru și cinci și apare mai frecvent la femei. 10% - 30% din pacienții cu dureri toracice au o costocondrită.

## Clasificația Internațională a Maladiilor
Clasificația Internațională a Maladiilor (CIM), revizia a 10-a: M94.0